# رسالة إرميا
رسالة إرميا هي كتاب ديوتيروكاني في العهد القديم، يُنسَب إلى النبي إرميا، وهي رسالة إلى اليهود بعد نفيهم الى بابل على يد نبوخذ نصر، بعدما كانو قد ابتعدو عن الله وعبود الأصنام.
اشتهر إرميا النبي بلقب "النبي الباكي"، وذلك بسبب الحزن الذي كان يشعر به بسبب فساد شعبه. ومع ذلك، فقد ظل مخلصًا في رسالته إلى الله، حتى عندما تعرض للاضطهاد والرفض من قبل شعبه.

## تضمينه في الكتاب المقدس
تم تضمين الرسالة في الأناجيل الكاثوليكية باعتباره الفصل الأخير من كتاب باروخ (باروخ 6). وهو مدرج أيضًا في الأناجيل الأرثوذكسية ككتاب منفصل، وكذلك في أبوكريفا النسخة المعتمدة. ولكن يرفضها البروتستانت لأنها لم تكن جزءًا من الكتابات المقبولة للعهد القديم اليهودي أو كتابات العهد الجديد.

## المحتوى
تركز رسالة إرميا على اثنين من الموضوعات الرئيسية:
- دينونة الله لشعب إسرائيل: تنبأ إرميا بأن الله سيعاقب شعبه على خطاياهم، بما في ذلك عبادة الأصنام والفساد الأخلاقي.[6]
- أمل الله في شعب إسرائيل: على الرغم من دينونة الله، فقد تنبأ إرميا أيضًا بأمل الله في شعبه.[7] ووعد الله أنه سيعيد شعبه من السبي البابلي ويقيم لهم مملكة أبدية.

## المؤلف

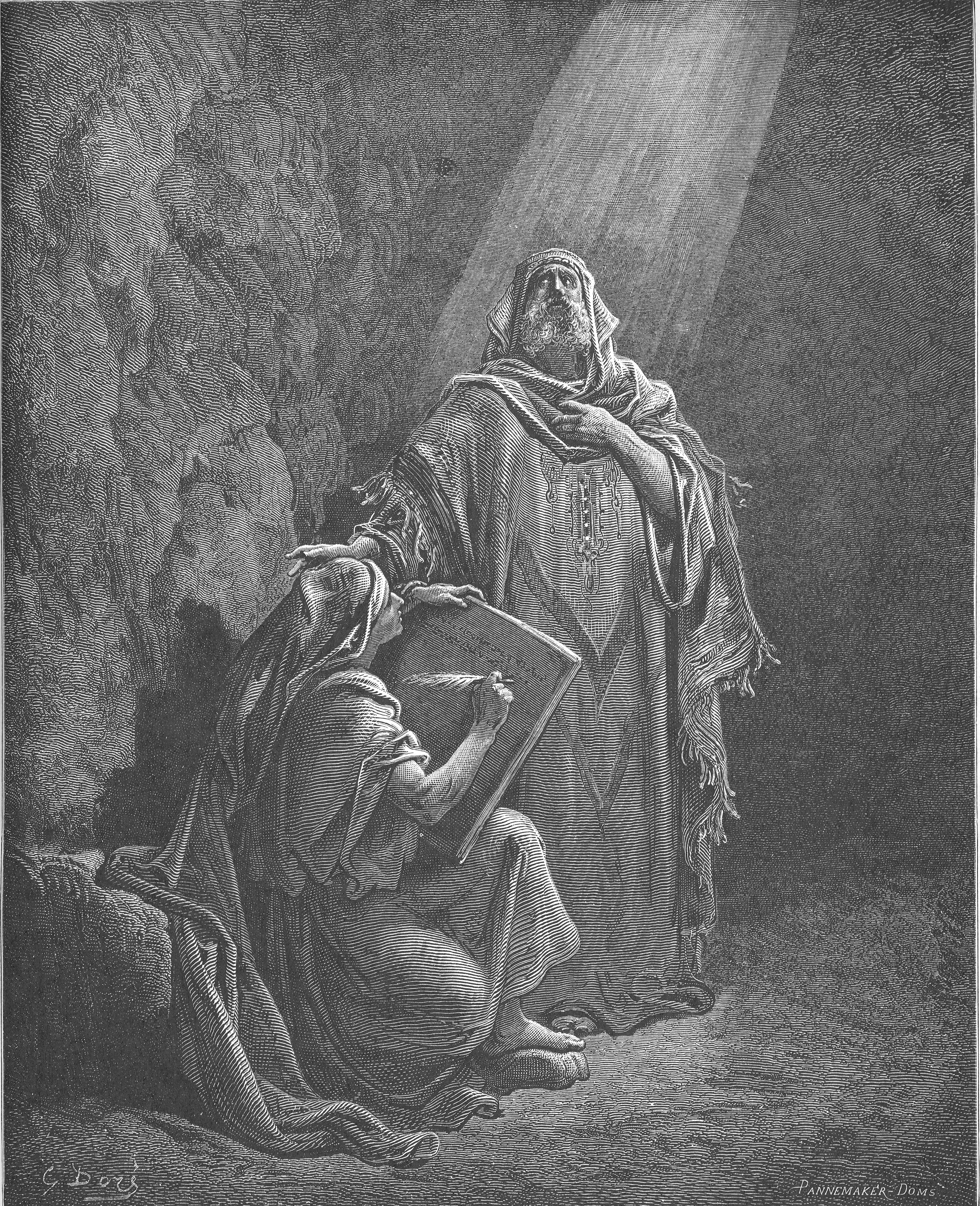
باروخ يكتب نبوءات إرميا (غوستاف دوريه)

كاتب الرسالة غير معروف، ولكن وفقًا لنص الرسالة، هي تنسب عادةً الى النبي إرميا. يحتوي سفر إرميا التوراتي على كلمات رسالة أرسلها إرميا "من أورشليم" إلى "الأسرى" في بابل (سفر إرميا 29: 1-23).